# Aziza Mustafa Zadeh
Aziza Mustafa Zadeh (en azerí Əzizə Mustafazadə), también conocida como La princesa del jazz o Jazziza, nació en Bakú (Azerbaiyán), el 19 de diciembre de 1969. Es una cantante, pianista y compositora de jazz y world music. 

## Biografía
Aziza, es hija del prematuramente fallecido pianista Vagif Mustafazade, que fue pionero en la fusión entre la música de jazz y la autóctona de Azerbaiyán. Aziza estudió música clásica y piano en el Conservatorio de Bakú. Su pasión por el jazz y por el cante y los sonidos tradicionales de Azerbaiyán crearían su original estilo de música, una fusión entre Oriente y Occidente. 
Aziza actualmente reside en Maguncia (Alemania) con su madre, Eliza Mustafa Zadeh, que es su mánager.

## Estilo musical
Su música mezcla el jazz y el mugham (estilo traditional de improvisación de Azerbaiyán) con influencias de música clásical y Avant-garde. Críticos musicales han dicho que muestra influencias de Keith Jarrett.

## Premios y reconocimientos
- 1988 Thelonious Monk International Piano Competition - Tercer puesto
- 1994 Premio de la Academia de Música de Alemania, el reconocimiento más prestigioso de Alemania.

## Curiosidades
- El nombre de su quinto álbum, Jazziza, es su propio sobrenombre, que le dio su padre cuando era niña. Un buen número de sus canciones hacen tributo a su padre.
- Aziza tiene una hermanastra, llamada Lala, que es también pianista.

## Discografía
- Aziza Mustafa Zadeh (1991)
- Always (1993)
- Dance of Fire (1995)
- Seventh Truth (1996)
- Jazziza (1997)
- Inspiration - Colors & Reflections (2000)
- Shamans (2002)
- Contrasts (2006)
- Contrasts 2 Opera Jazz (2007)